# Les Georges Leningrad
Les Georges Leningrad är ett kanadensiskt alternativrockband från Montréal. Grundbandet bestod av fyra bandmedlemmar, två gifta par. På den tredje skivan "Sur Les Traces de Black Eskimo" var det bara tre personer som medverkade.
Bandmedlemmarna byter instrument med varandra och det är inte ofta bandmedlemmarna spelar samma instrument på alla låtar. Musiken är mycket inspirerad av Stereo Total.

## Diskografi

### Album
- 2004 – Deux Hot Dogs Moutarde Chou
- 2004 – Sur Les Traces de Black Eskimo

### Singlar
- 2003 – Les Georges Leningrad (EP)
- 2005 – Supa Doopa Remix